# Holländisches Viertel
Holländisches Viertel (z niem. Dzielnica Holenderska) – historyczna dzielnica centrum Poczdamu, powstała w latach 1733–1742 z inicjatywy króla Prus Fryderyka Wilhelma I (1688–1740) i przy poparciu jego następcy Fryderyka Wielkiego (1712–1786) jako osiedle dla rzemieślników holenderskich ściąganych do pracy przy rozbudowie Poczdamu. Prace prowadził holenderski architekt Johann Bouman (1706–1778). Dzielnica obejmuje 134 domy wzniesione z czerwonej cegły w stylu baroku holenderskiego, formujące cztery bloki tzw. Karrees. Uważana za największy zespół architektury holenderskiej poza Holandią na terenie Europy.
W 1997 roku w domu przy Mittelstrasse 8 założono muzeum kultury holenderskiej – Jan Bouman Haus.